# プラスケット星
プラスケット星は、いっかくじゅう座に位置する分光連星である。

## 概要
ビクトリア天文台のJ.S.プラスケットが、1922年にこの連星を初めて調査している。銀河系で観測されている星の中では、最大質量のペアと考えられていた。
2つの星の距離は約8000万kmとされ、共通重心を公転しており、周期は14.396257±0.000953日とされる。2つの星の相互の進化の結果、質量の小さい方の星がより早く進化するという奇妙な状況になり、質量が小さい星の方が明るい。しかし、将来はこの状況は逆転し、現在暗い方の星がもう一方の星より明るくなると推測される。
散開星団NGC 2244のメンバーである可能性が示唆されている。